# Comuna Verbleanî, Iavoriv
Verbleanî (în ucraineană Вербляни) este o comună în raionul Iavoriv, regiunea Liov, Ucraina, formată din satele Dațkî, Debri, Hleanî, Horaieț, Kalîteakî, Kotî, Pazîneakî, Pisoțkîi, Țipivkî și Verbleanî (reședința).

## Demografie
Componența lingvistică a comunei Verbleanî
     Ucraineană (99,97%)
     Alte limbi (0,03%)
Conform recensământului din 2001, majoritatea populației comunei Verbleanî era vorbitoare de ucraineană (99,97%), existând în minoritate și vorbitori de alte limbi.